# ولایت شیموتسوکه

نقشه ژاپن در (سال ۱۸۶۸). این ولایت با رنگ تیره مشخص شده است.

ولایت شیموتسوکه (به ژاپنی: 下野国 Shimotsuke-no kuni) یکی از ولایت‌ها در تقسیم‌بندی کشوری قدیم ژاپن بود.